# Histoires singulières
 (mars 2014).
Si vous disposez d'ouvrages ou d'articles de référence ou si vous connaissez des sites web de qualité traitant du thème abordé ici, merci de compléter l'article en donnant les références utiles à sa vérifiabilité et en les liant à la section « Notes et références ».
Histoires singulières (Hammer House of Mystery and Suspense) est une série de téléfilms anglo-américaine d'anthologie fantastique et de thriller en treize épisodes de 70 minutes environ créée par la Hammer Film Productions, distribuée par la Twentieth Century Fox et diffusée du 5 septembre au 17 décembre 1984 sur le réseau ITV.
En France, elle a été diffusée à partir du 24 avril 1986 sur FR3, et au Québec à partir du 27 mai 1986 sur le réseau TVA.

## Synopsis
Une anthologie d'histoires fantastiques et horrifiques, mêlant exorcisme, parapsychologie et satanisme. 

## Fiche technique
- Titre original : Hammer House of Mystery and Suspense
- Titre français : Histoires singulières
- Créateur : Roy Skeggs
- Supervision de la production : Ron Jackson
- Supervision de l'écriture : Don Houghton
- Supervision de la musique : Philip Martell
- Musique : Paul Patterson, David Bedford, John McCabe, Anthony Payne, Paul S. Glass et Francis Shaw
- Photographie : Frank Watts et Brian West
- Montage : Robert C. Dearberg et Peter Weatherley
- Distribution : Lesley De Pettit, William J. Kenney et Daniel Travis
- Création des décors : Carolyn Scott et Heather Armitage
- Effets spéciaux de maquillage : Eddie Knight
- Effets spéciaux : Ian Scoones
- Supervision des costumes : Janice Wilde
- Producteur : Roy Skeggs
- Producteur exécutif : Brian Lawrence
- Producteur associé : John Hough
- Compagnie de production : Hammer Film Productions - Twentieth Century Fox Film Corporation
- Compagnie de distribution : Twentieth Century Fox Film Corporation
- Pays d'origine :  Royaume-Uni
- Langue : Anglais Mono
- Image : Couleurs
- Ratio écran : 1.33:1
- Laboratoire : Rank Films Laboratories
- Format : 35 mm
- Procédé : Sphérique
- Durée : 13 x 70 minutes

## Liste des épisodes
1. Le Tatouage (Mark of the Devil)
2. Vidéo Testament (Last Video and Testament)
3. Jeu d'enfant (Child's Play)
4. Possession (In Possession)
5. Tableau d'un mort (Paint Me a Murder)
6. La Part des ténèbres (A Distant Scream)
7. L'Oiseau noir (Black Carrion)
8. Et le mur s'écroula (And the Wall Came Tumbling Down)
9. Le Sang d'une championne (The Late Nancy Irving)
10. Tchèque et mat (Czech Mate)
11. Doux parfum de la mort (The Sweet Scent of Death)
12. Mystères sur Court (Tennis Court)
13. L'Héritage Corvini (The Inheritance Corvini)